# Phyllostachys aurea
Phyllostachys aurea är en gräsart som beskrevs av Marie Auguste Rivière och Charles Marie Rivière. Phyllostachys aurea ingår i släktet Phyllostachys och familjen gräs. Inga underarter finns listade i Catalogue of Life.

## Bildgalleri

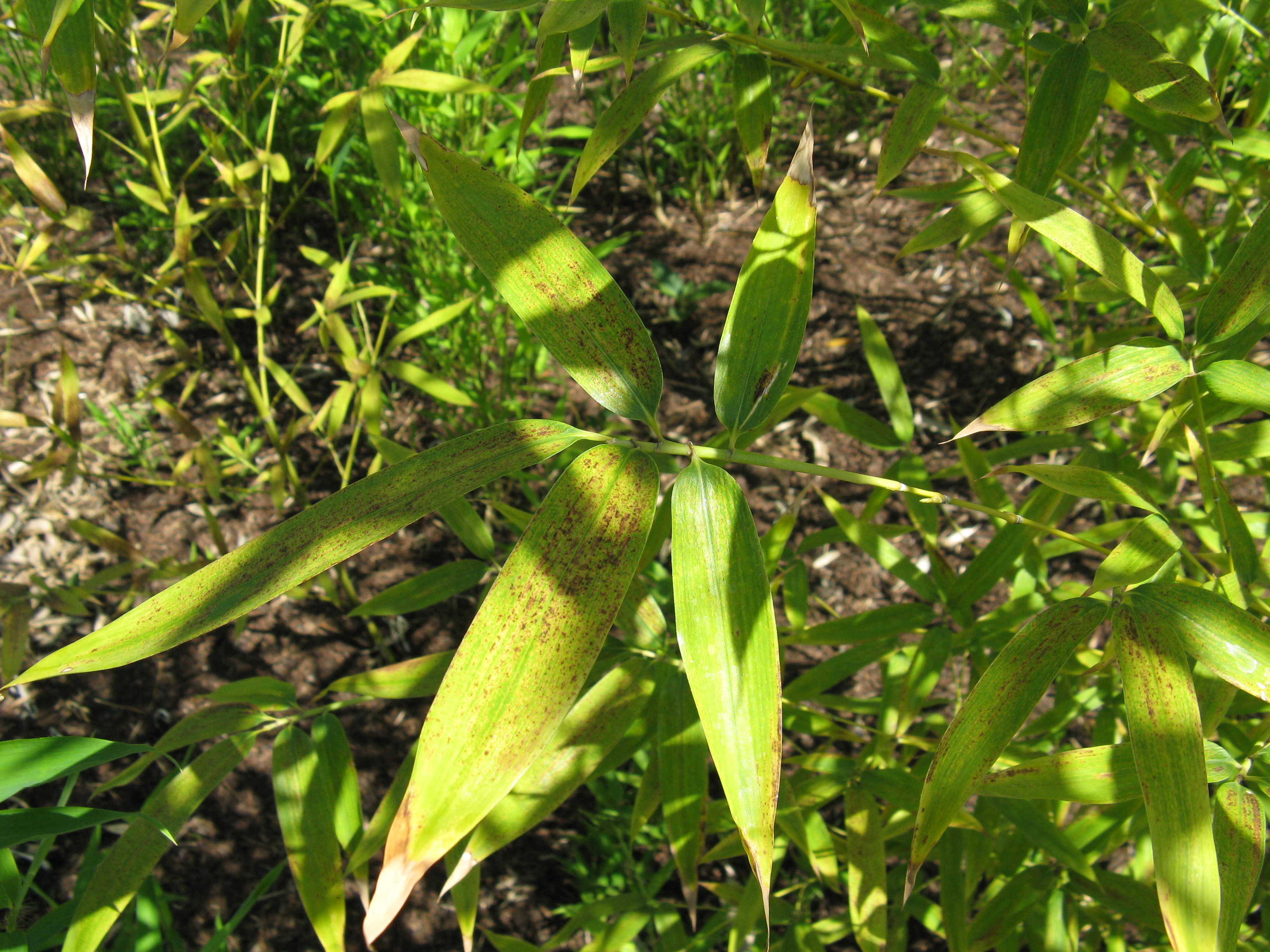
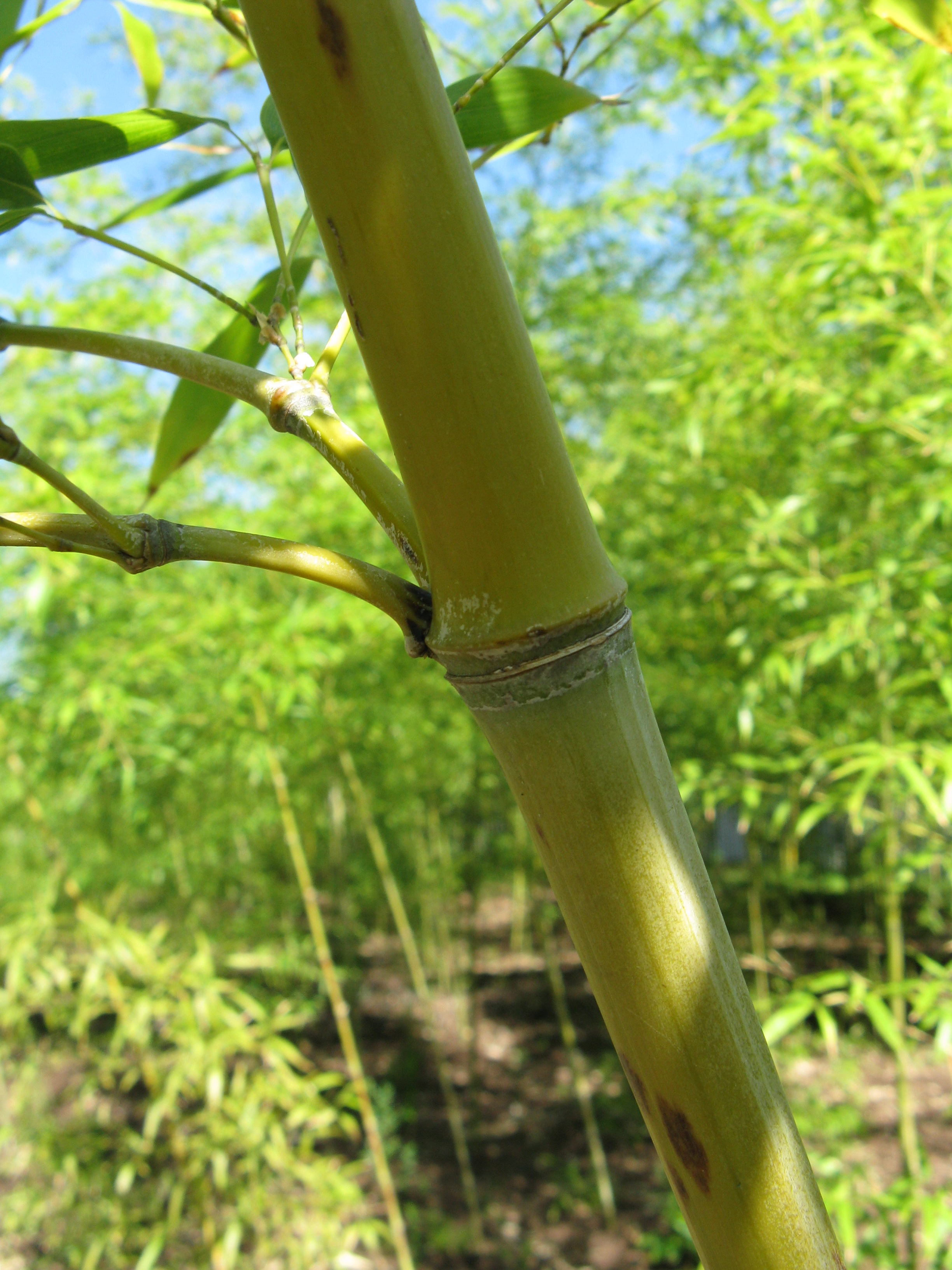
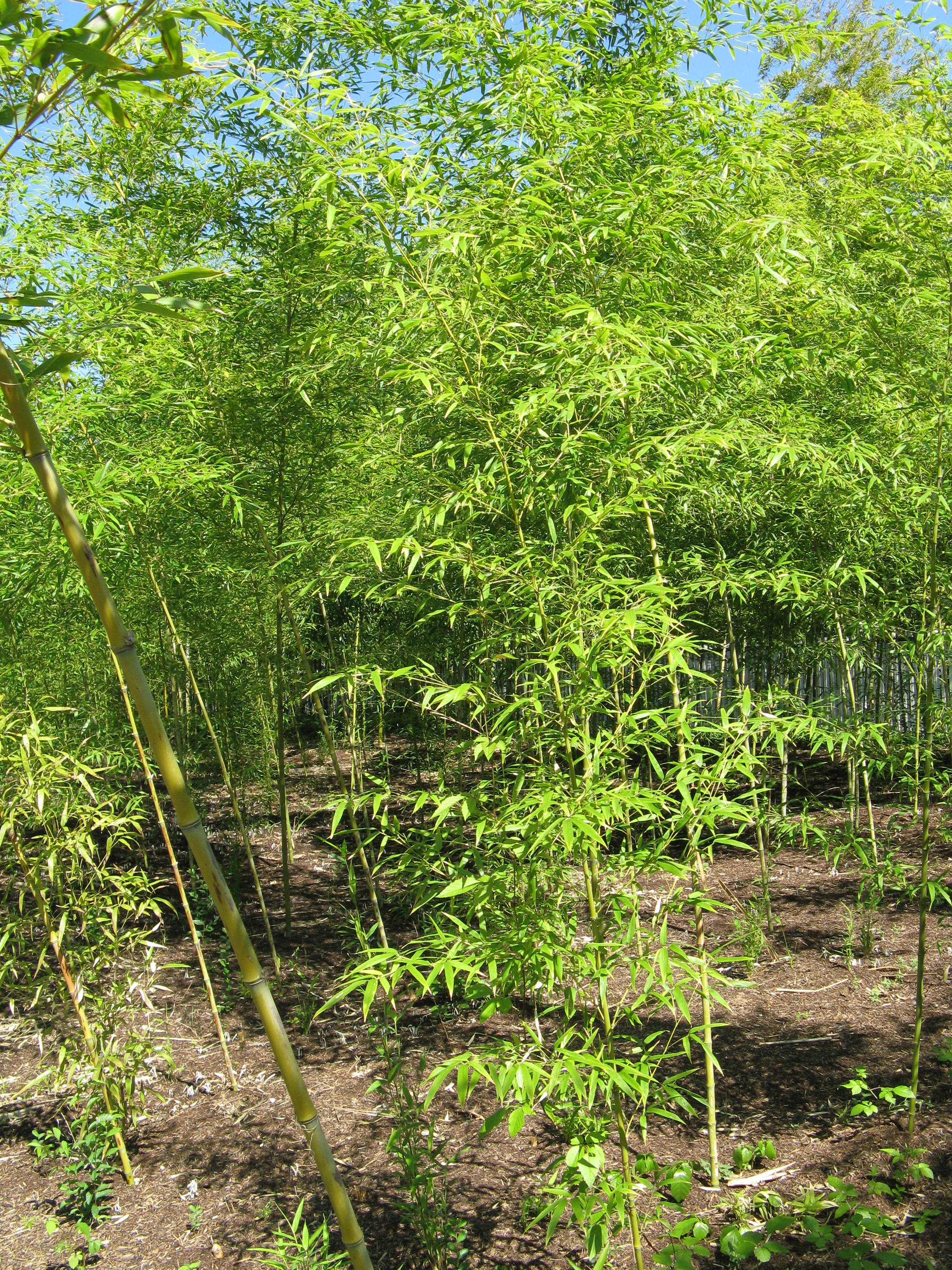
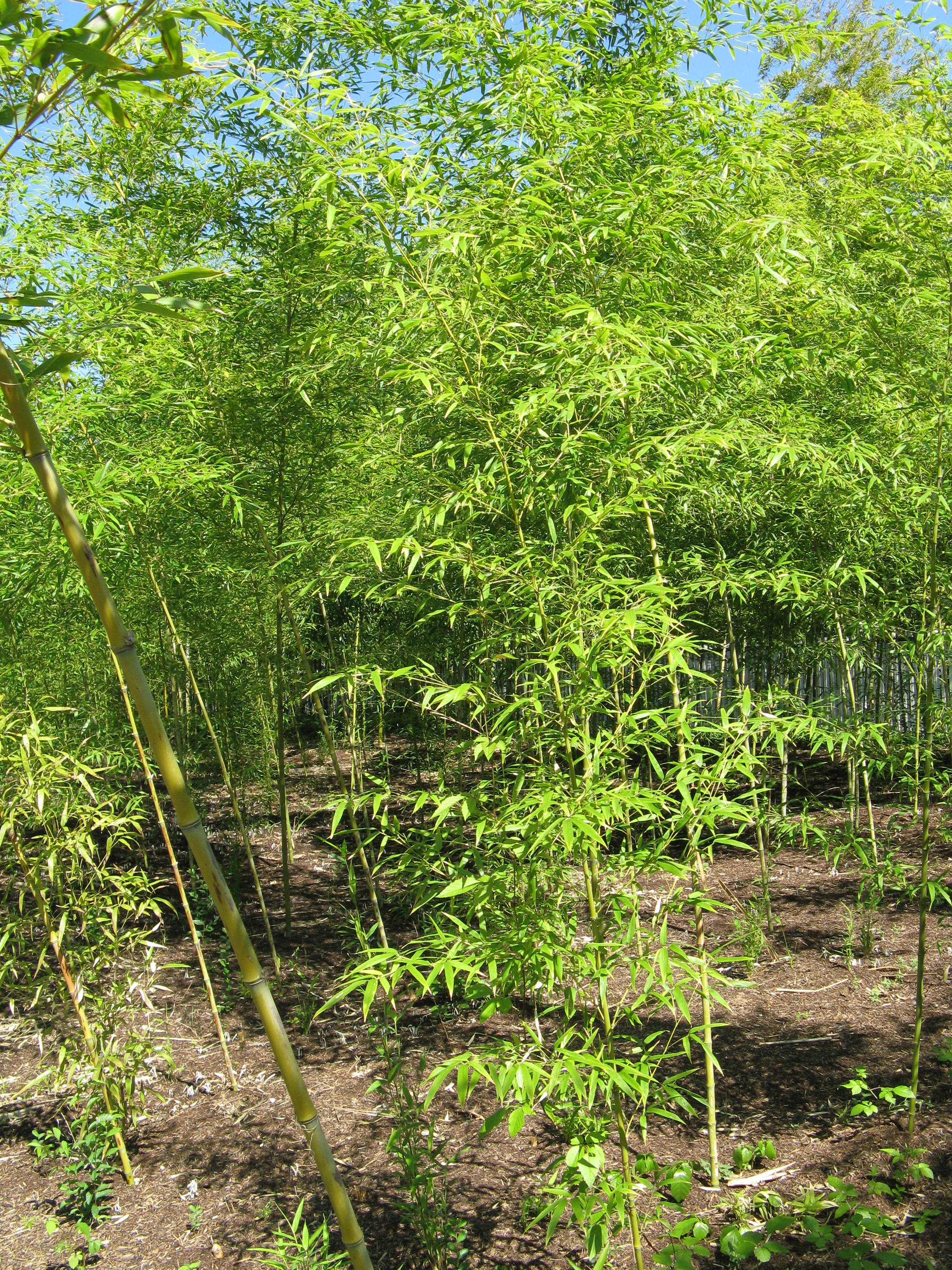
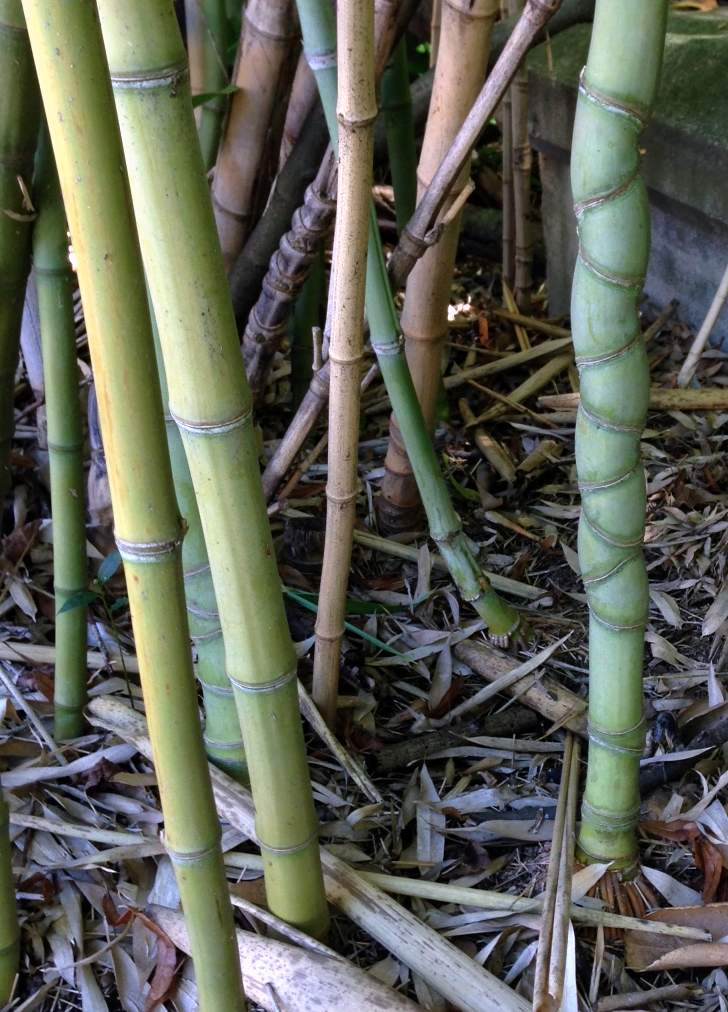
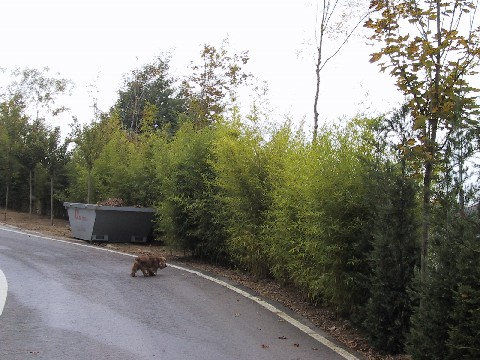